# Departamento de Cúcuta (Santander)
Cúcuta fue uno de los departamentos en que se dividía el Estado Soberano de Santander (Colombia). Tenía por cabecera a la ciudad de Cúcuta. El departamento comprendía territorio de las actuales regiones norsantandereanas del Norte y Oriente.

## División territorial
El departamento al momento de su creación (1859) estaba dividido en los distritos de Cúcuta (capital), Arboledas, Bochalema, Chinácota, Galindo, San José, Salazar, San Cayetano y Villa del Rosario.